# Julia Sophie Wagner

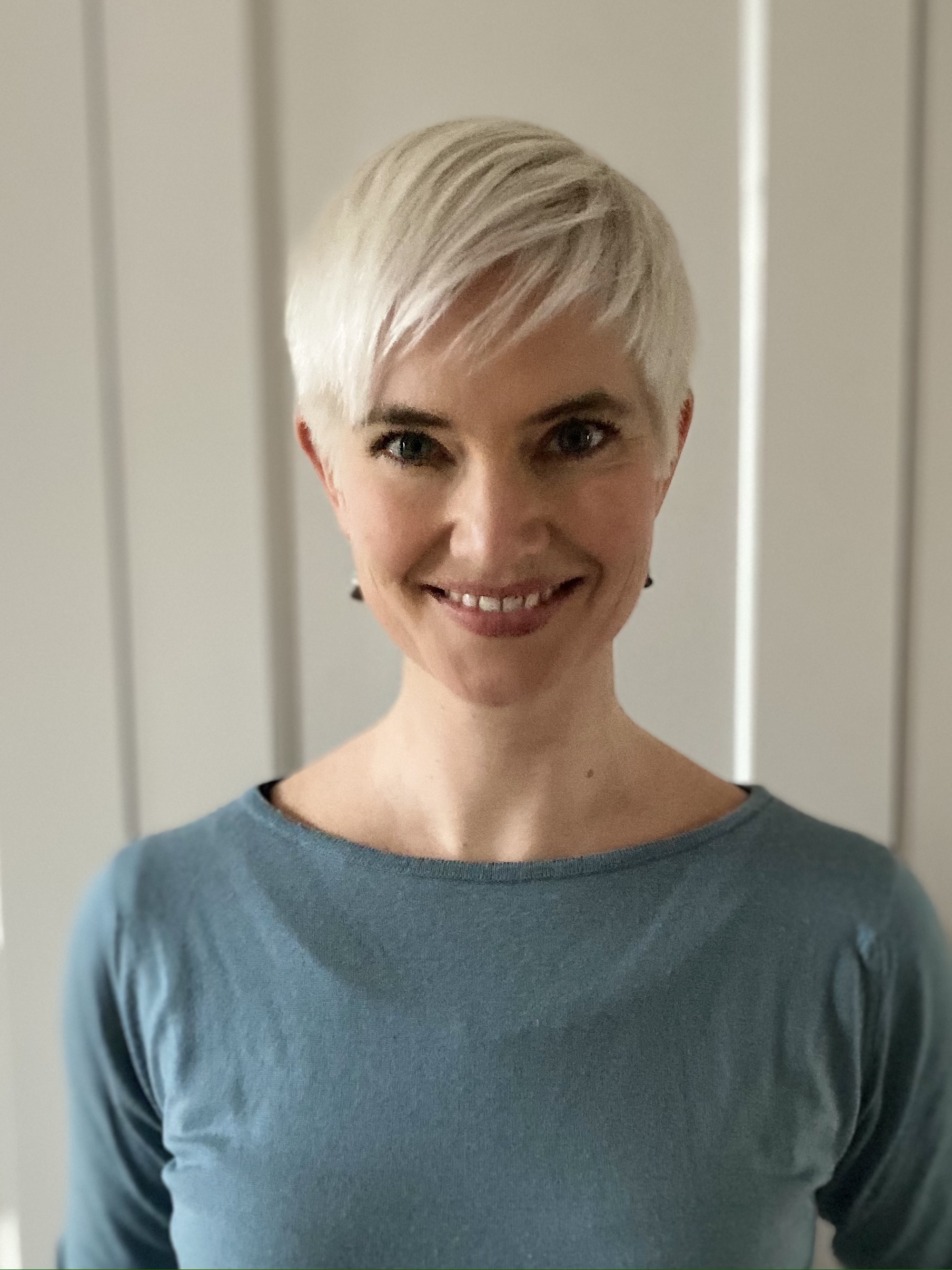
Julia Sophie Wagner (2021)

Julia Sophie Wagner (* 1979 in München) ist eine deutsche Opernsängerin und Konzertsängerin im Stimmfach Sopran.

## Ausbildung
Julia Sophie Wagner erhielt ab dem siebten Lebensjahr Cellounterricht und spielte später in verschiedenen Jugendorchestern. Ihr Hauptinteresse galt aber dem Gesang. Als Schülerin des Pestalozzi-Gymnasiums München und Mitglied des Kammerchors ihrer Schule gewann sie mehrfach Preise bei Deutschen Chorwettbewerben, außerdem sang sie eine Rolle in Benjamin Brittens Kinderoper Let’s Make an Opera in einer Produktion der Bayerischen Staatsoper unter der Leitung von Roger Epple.
Ersten Gesangsunterricht erhielt sie von ihrer Mutter, der Sängerin Helene Grabenhorst. Nach dem Abitur begann sie ein Studium an der Hochschule für Musik Franz Liszt Weimar bei Věnceslava Hrubá-Freiberger. Ein Stipendium des DAAD ermöglichte ihr ein zehnmonatiges Studium an der McGill University in Montreal, Kanada bei Lucile Evans. Im Anschluss wechselte sie an die Hochschule für Musik und Theater „Felix Mendelssohn Bartholdy“ Leipzig und schloss ihr Studium bei Hans-Joachim Beyer mit Auszeichnung ab. Außerdem nahm sie an Meisterkursen von Edith Wiens, Peter Schreier, Ingrid Figur und Graham Johnson teil.
Sie ist Preisträgerin verschiedener nationaler und internationaler Wettbewerbe, darunter des Internationalen Mozart Gesangswettbewerbs Prag in der Kategorie „Lied“, des Paula-Salomon-Lindberg-Wettbewerbs für zeitgenössisches Lied Berlin sowie Gewinnerin des Lortzing-Wettbewerbs, außerdem Stipendiatin der Oper Leipzig.

## Karriere
Mit Aufnahme ihres Studiums in Weimar wurde sie Mitglied der Gächinger Kantorei Stuttgart, zunächst als Chorsängerin, später als Solistin. Seither ist sie als Opern- und Konzertsängerin, im Bereich der Kammermusik, als Spezialistin für Barockmusik und der Musik des 20. und 21. Jahrhunderts tätig.
Neben Auftritten als Solistin in den Oratorien sowie den Solokantaten von Johann Sebastian Bach arbeitete sie mit dem Leipziger Thomanerchor zusammen, außerdem mit Rudolf Lutz (Bachstiftung St. Gallen) und Václav Luks. Sie ist regelmäßig Gast des Leipziger Bachfestes und der Thüringer Bachwochen.
Julia Sophie Wagner hat als Stipendiatin der Oper Leipzig während des Studiums in mehreren Produktionen der Musikalischen Komödie mitgewirkt, u. a. als Feu/Rossignol in Francis Poulencs L’enfant et les sortilèges, als Bacchis in Die schöne Helena von Jacques Offenbach und als Anna Reich in Die lustigen Weiber von Windsor von Otto Nicolai. In der Saison 2019/20 war sie Mitglied des Ensembles der Oper Leipzig und dort unter anderem als Berta in Der Barbier von Sevilla zu hören. In der Spielzeit 2020/21 sang sie in der Uraufführung der Oper Paradiese von Gerd Kühr und Ulrich Treichel, eine Auftragskomposition der Oper Leipzig, die Friederike. In der Spielzeit 2021/22 war sie wiederholt Gast als Pamina in Die Zauberflöte sowie als 1. Knappe/Blumenmädchen in Parsifal.
Sie sang auch Musik der Klassik und Romantik. Ihr Debüt im Kennedy-Center Washington (USA) mit der Missa Solemnis von Ludwig van Beethoven wurde vom Washington Life Magazine als „Kennedy Center Event of the Year“ ausgezeichnet. Sie sang auch seltener gespielte Werke, wie beispielsweise die Partie der Peri in Schumanns Das Paradies und die Peri, den Seraph in Beethovens Christus am Ölberge und die Sopranpartie in Frank Martins In terra pax.
Gemeinsam mit dem Komponisten und Pianisten Steffen Schleiermacher tritt sie mit Kammermusik des 20. und 21. Jahrhunderts auf, oft zusammen mit dem Ensemble Avantgarde, unter anderem im Gewandhaus Leipzig und im Konzerthaus Berlin. 2018 entstand eine Dokumentation über Charles Ives in Zusammenarbeit mit WDR/Arte The unanswered Ives (Regie: Anne-Kathrin Peitz). Außerdem sind zwei gemeinsame CDs erschienen, Mélodies et Chansons von Federico Mompou und In the Alley mit Liedern und Kammermusik von Charles Ives.
Mit dem Liedbegleiter Eric Schneider steht sie seit der gemeinsamen CD Leipziger Schule in wechselnden Konzertprogrammen auf der Bühne.

## Diskografie
- Johann Simon Mayr: Elena, Leitung: Franz Hauk; Label Naxos
- Richard Flury: Sapphos Tod/Florentinische Tragödie, Leitung: Paul Mann; Label Naxos
- Richard Flury: Die helle Nacht,  Leitung: Paul Mann; Label  (für Toccata Classics)